# Alquimisa Carbajosa Empresarial
El CD Carbajosa o también conocido como Aquimisa Carbajosa Empresarial es un club de baloncesto de Carbajosa de la Sagrada, provincia de Salamanca, con equipos de cantera y que juega en la liga Provincial de Salamanca durante la temporada 2024-2025.

## Historia
El Club Deportivo Carbajosa inicia su andadura en 1996, contando con equipos bases en todas las categorías, femenina y masculina, que compiten en la localidad de Carbajosa de la Sagrada y realiza su actividad deportiva en las instalaciones del Pabellón Municipal de Carbajosa.

### Liga EBA
En la temporada 2017-18, el club salmantino se inscribe en la Liga EBA, categoría en la que jugaría durante tres temporadas.
En la temporada 2019-20, el Aquimisa Carbajosa, queda en primera posición del grupo A de Liga EBA y al término de la temporada lograría el ascenso a liga LEB Plata.

### Liga LEB Plata
En la temporada 2020-21, el Aquimisa Carbajosa Empresarial, debuta en Liga LEB Plata, terminando la liga en undécima posición.

### Primera División Masculina
En la temporada 2022-23 juega en Primera División de Castilla y León, penalizado por temas económicos. Termina la temporada en primera posición, pero renuncia al ascenso a Liga EBA.
Las siguientes temporadas jugará en la liga Provincial de Salamanca.

## Instalaciones
El Club Deportivo Carbajosa juega en el Pabellón Municipal de Carbajosa. Calle Villares, 37144, Carbajosa de la Sagrada, provincia de Salamanca.

## Temporadas
- 2016-2017 Aquimisa Carbajosa - 1ª División Castilla y León [1.º (Ascenso)]
- 2017-2018 Aquimisa Carbajosa - EBA Grupo A [7.º]
- 2018-2019 Aquimisa Carbajosa - EBA Grupo A [8.º]
- 2019-2020 Aquimisa Carbajosa - EBA Grupo A [1.º (Ascenso)]
- 2020-2021 Aquimisa Carbajosa - LEB Plata Grupo Oeste [11.º]
- 2021-2022 Aquimisa Carbajosa Empresarial - LEB Plata Grupo Oeste [13.º (Descenso)]
- 2022-2023 CB Carbajosa - 1ª División Castilla y León [1.º (Ascenso)][3]
- 2023-2024 CB Carbajosa - Provincial Salamanca
- 2024-2025 CB Carbajosa - Provincial Salamanca

## Entrenadores
- 2017-2018  Víctor Manuel Rico
- 2019  Isidro Álvarez
- 2019-2021  Jesús Gutiérrez
- 2021-2022  Sergio Vicente
- 2022-2023  Juanjo García

## Presidentes
- Actualidad  Francisco Ruiz Gil

## Jugadores destacados
| - Gabriel Román - Rubén Gutiérrez - Imobach Pomares - Cole Preston - Damian Young - Doudou Dieye - Jalen Pendleton - Enouma Ebinum - Richard Peters - Enouma Ebinum - Aleksandar Rac - Damon Jones - Karim Mawuenyega | - Alonso Ruiz - Arturo Cruz - Rafael Casanova de Alba - Chris Kendrix - Bryan Akinkugbe - John Paul - Nicolás Justicia - Bola Olaniyan - Willis Mackey - Ryan Bruns - Emil Hjorth - Haboubacar Mutombo - Ángel Hernández | - Iker Barbero - Dan Szafman - Carlos Hidalgo - Adrian O Sullivan - Diego Alderete - Bakary Camara - Guillermo Mulero - Jordan Blount - Alex Illiakainen - Miroslav Jaksic - Hjálmar Stefánsson - Tomas Hilmarsson |